# アイオス・ニコラオス
アイオス・ニコラオス（ギリシア語: Άγιος Νικόλαος / Agios Nikolaos）は、ギリシャのクレタ島にある都市で、その周辺地域を含む基礎自治体（ディモス）。ラシティ県の県都である。アギオス・ニコラオスとも表記される。

## 地理
町の東側にはシティアがあり、西側にはクレタ島の主都であるイラクリオンが、南側にはイエラペトラの町がある。2000年には、町の近郊の村も含めたアイオス・ニコラオス市の人口が19,000人を超えた。町の一部は古代のラト・プロス・カマラの町の上に建っている。

## 歴史
アイオス・ニコラオスの町は、青銅器時代後期にラト(Lato)の要塞を占拠したドーリア人によって建設された。その時、丘陵地にあるラトの要塞は防御が弱いために、港を持つアイオス・ニコラオスの地が注目されることになったのだった。
アイオス・ニコラオスとは、聖ニコラオスを意味する。また、聖ニコラオスが全ギリシャと航海の聖人となってからは、アイオス・ニコラオスの町の名はギリシャやキプロスで特によく見られる地名となった。

## 現在のアイオス・ニコラオス
アイオス・ニコラオスは、ラシティ県の県都となってから20ある集落や農村の中心となり、観光の町としてよく知られるようになった。町には小さな潟であるヴリスメニ湖をはじめ、小さなビーチやアイオイ・パンテ島、考古学博物館や地元の植物展覧会「イリア」などが観光の名所となっている。観光客は主に、8月半ばにギリシャのみを旅行する西ヨーロッパ人が多い。ヴリスメニ湖には散歩道のある小さな公園や競技場、カフェなどがあり、湖上には伝統的な漁船やアヒル、ハトなどがいる。

## 交通

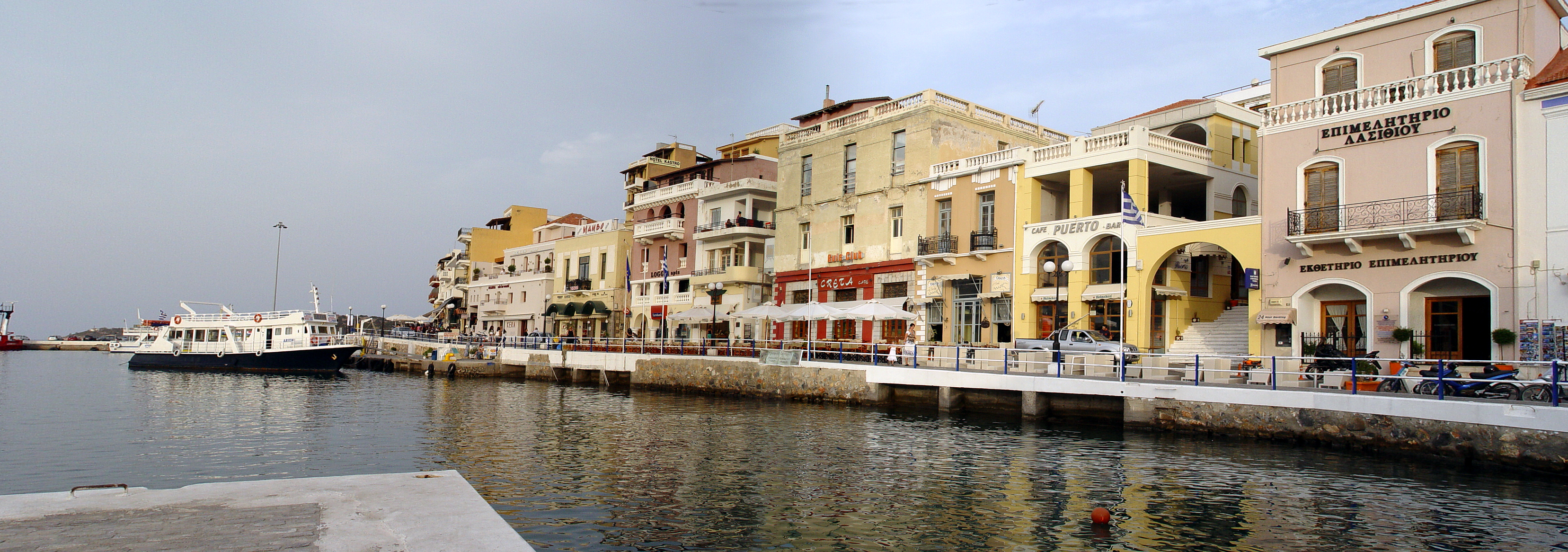
アイオス・ニコラオス港

アイオス・ニコラオスはギリシャ本土からの交通の便がよく、ニコス・カザンツァキス空港からヨーロッパ各地に行くことができ、またイラクリオンからは1日に何本ものフェリーが運航されている。さらにアイオス・ニコラオス港からはピレウスとドデカネス諸島行きの航路が運航されている。

## 著名な出身者
- ニコス・クンドゥロス (1926-、映画監督)
- ミミス（ディミトリス）・アンドルラキス (1951、政治家)
- マリア・ダマナキ (1952-、政治家)

## 参考
- "PDF (875 KB) 2001 Census" (ギリシャ語). National Statistical Service of Greece (ΕΣΥΕ). より (2007-10-30)
- "Basic Characteristics". Ministry of the Interior.(ギリシャ語) より (2007-08-07)
- C.Michael Hogan, Lato Fieldnotes, The Modern Antiquarian (2008-01-10)